# Владивосток Авиа
Владивосток Авиа — бывшая российская авиакомпания, базировавшаяся в Артёме (аэропорт «Владивосток»), образуя хаб на Дальнем Востоке России.

## История
«Владивосток Авиа» берёт своё начало в 1932 году, когда было основано Владивостокское авиапредприятие. Во время войны оно занималось перевозкой грузов военного назначения, а также авиаразведкой.
В послевоенные годы начинается широкое применение самолётов Ан-2 на авиахимработах. Позже «Владивосток Авиа» становится пионером в освоении самолётов Як-40 и вертолётов Ка-32 и Ми-8.
С 1994 года предприятие преобразовано в ОАО «Владивосток Авиа». 12 августа 1995 года в собственность авиакомпании был приобретён первый магистральный пассажирский самолёт Ту-154М.
«Владивосток Авиа» занимается выполнением авиаперевозок пассажиров, почты, грузов на внутренних и международных линиях, а также аэропортовой деятельностью. До 2009 года в собственности компании находился аэропорт Владивостока «Кневичи». В 2009 году аэропорт «Кневичи» был передан государством в оперативное управление Международному аэропорту «Шереметьево».
В 2004 году компания вступила в Международную ассоциацию воздушного транспорта (ИАТА).
В 2008 году ОАО «Владивосток Авиа» взяло на себя обязательство по перевозке пассажиров обанкротившейся авиакомпании «Дальавиа» и в дальнейшем стало базовым перевозчиком аэропорта Хабаровск, что позволило значительно расширить маршрутную сеть и увеличить общие показатели работы.
«Владивосток Авиа» стала первым в России эксплуатантом самолётов Ту-204-300 — новых дальнемагистральных лайнеров из семейства Ту-204.
Использование Ту-204-300 позволило «Владивосток Авиа» открыть беспосадочные рейсы из Владивостока в Москву и Санкт-Петербург. Ранее на этих маршрутах использовались самолёты Ту-154, дальности которых не хватало для осуществления рейсов без промежуточных посадок для дозаправки.
Кроме этого, «Владивосток Авиа» заключила соглашение о лизинге 7 самолётов Airbus A320, которые пришли на замену эксплуатируемым авиакомпанией Ту-154.
В 2009 году «Владивосток Авиа» начала эксплуатировать свой первый широкофюзеляжный самолёт Airbus A330-300. В октябре поступил второй самолёт, а в мае 2010 — третий. На 2012 год планируется поступление шести Ан-148.
В ноябре 2011 года контрольный пакет акций «Владивосток Авиа» был приобретён «Аэрофлотом». Национальный перевозчик сделал «Владивосток Авиа» своим региональным подразделением, которое осуществляет перевозки исключительно на Дальнем Востоке. В этой связи в 2012 году была произведена реорганизация авиапарка «Владивосток Авиа»: дальнемагистральные лайнеры А330 были выведены из эксплуатации.

## Собственники и руководство
52,16 % акций компании принадлежали ОАО «Авиакомпания „Аврора“». Остальная часть находилась в собственности у частных акционеров. Крупнейшие из них:
- ООО «Аэро-груз» — 27,13 %

## Деятельность
За 2006 год выручка составила 5,2 млрд рублей, прибыль — 20,87 млн рублей
В 2007 году перевезено 775,9 тысяч пассажиров.
В 2008 году перевезено 892 798 пассажиров.
В 2009 перевезено 1 млн 84 тыс. 20 человек (рост на 21,4 %). На внутренних авиалиниях рост составил 22,2 %, на международных — 19,8 %.
За 9 месяцев 2010 перевезено 985 тысяч пассажиров (рост на 18 %). Количество перевезенного груза выросло на 65 %.
В 2011 году перевезено 1 млн. 214 тыс. пассажиров, что является рекордом для авиакомпании.
Пассажиропоток аэропорта по итогам 2012 года составил 1 млн 624 тыс. человек Рост на 33,7 %.
Чистый убыток «Владивосток Авиа» в первом полугодии 2014 года достиг 600 миллионов рублей против прибыли годом ранее. Ухудшение финансовых показателей компания объясняла прекращением хозяйственно-финансовой деятельности из-за отсутствия воздушных судов.
15 августа 2014 года Федеральное агентство воздушного транспорта (Росавиация) приостановило действие сертификата ОАО «Владивосток Авиа» (дочерняя структура «Аэрофлота»). Об этом сообщается на сайте ведомства.
В документе отмечается, что деятельность авиакомпании приостановлена из-за отсутствия необходимого количества самолётов для выполнения нерегулярных (чартерных) воздушных перевозок, а также из-за ухудшения основных производственных показателей и финансово-экономического состояния деятельности компании. Осенью 2014 года авиакомпания провела свой последний рейс из Хабаровска в Владивосток с 18 пассажирами.

## Маршрутная сеть

### Россия
- Абакан — Международный аэропорт «Абакан»
- Анадырь — Международный аэропорт «Угольный»
- Благовещенск — Международный аэропорт «Игнатьево»
- Владивосток — Международный аэропорт «Кневичи» Основной Хаб
- Иркутск — Международный аэропорт «Иркутск»
- Кавалерово
- Комсомольск-на-Амуре — Аэропорт «Хурба»
- Красноярск — Международный аэропорт «Емельяново»
- Магадан — Международный аэропорт «Сокол»
- Москва — Международный аэропорт «Шереметьево»Хаб
- Новосибирск — Международный аэропорт «Толмачёво»
- Петропавловск-Камчатский — Международный аэропорт «Елизово»
- Пластун
- Улан-Удэ — Международный аэропорт «Байкал»
- Хабаровск — Международный аэропорт «Хабаровск-Новый» Хаб
- Чита — Международный аэропорт «Кадала»
- Южно-Сахалинск — Международный аэропорт «Хомутово»
  -     -       - Якутск — Международный аэропорт «Якутск»

### Азия
- Китай
  - Гонконг — Международный аэропорт «Чеп Лап Кок»
- Узбекистан
  - Ташкент — Международный аэропорт «Ташкент»
- Южная Корея
  - Пусан — Международный аэропорт «Пусан»
  - Сеул — Международный аэропорт «Инчхон»

## Флот
В парке авиакомпании пассажирских самолётов:
- 6 Airbus A320-212 (VP-BFX, VP-BFY, VQ-BCG (бывш. EC-HGY), VQ-BHS, VQ-BFM и VP-BEQ) — использовались на международных рейсах из аэропортов Дальнего Востока.
- 3 Ми-8